# Język sybeński
Język sybeński (sibeński, sibo, xibe) – najliczniejszy z wymierających języków rodziny tunguskiej (około 30 tys. użytkowników, blisko 200 tys. ludności etnicznej), używany w chińskim regionie autonomicznym Sinciang.